# Chuột nhảy jerboa Greater Egyptian
Chuột nhảy jerboa Greater Egyptian, danh pháp Jaculus orientalis là một loài động vật có vú trong họ Dipodidae, bộ Gặm nhấm. Loài này được Erxleben mô tả năm 1777.

## Hình ảnh

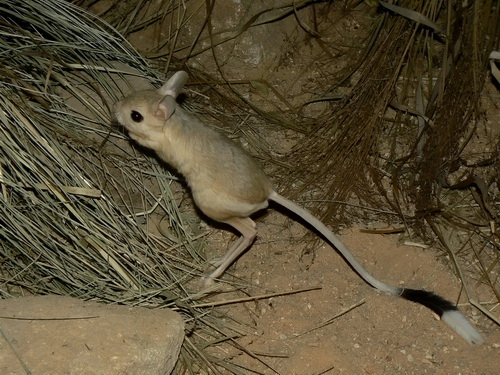
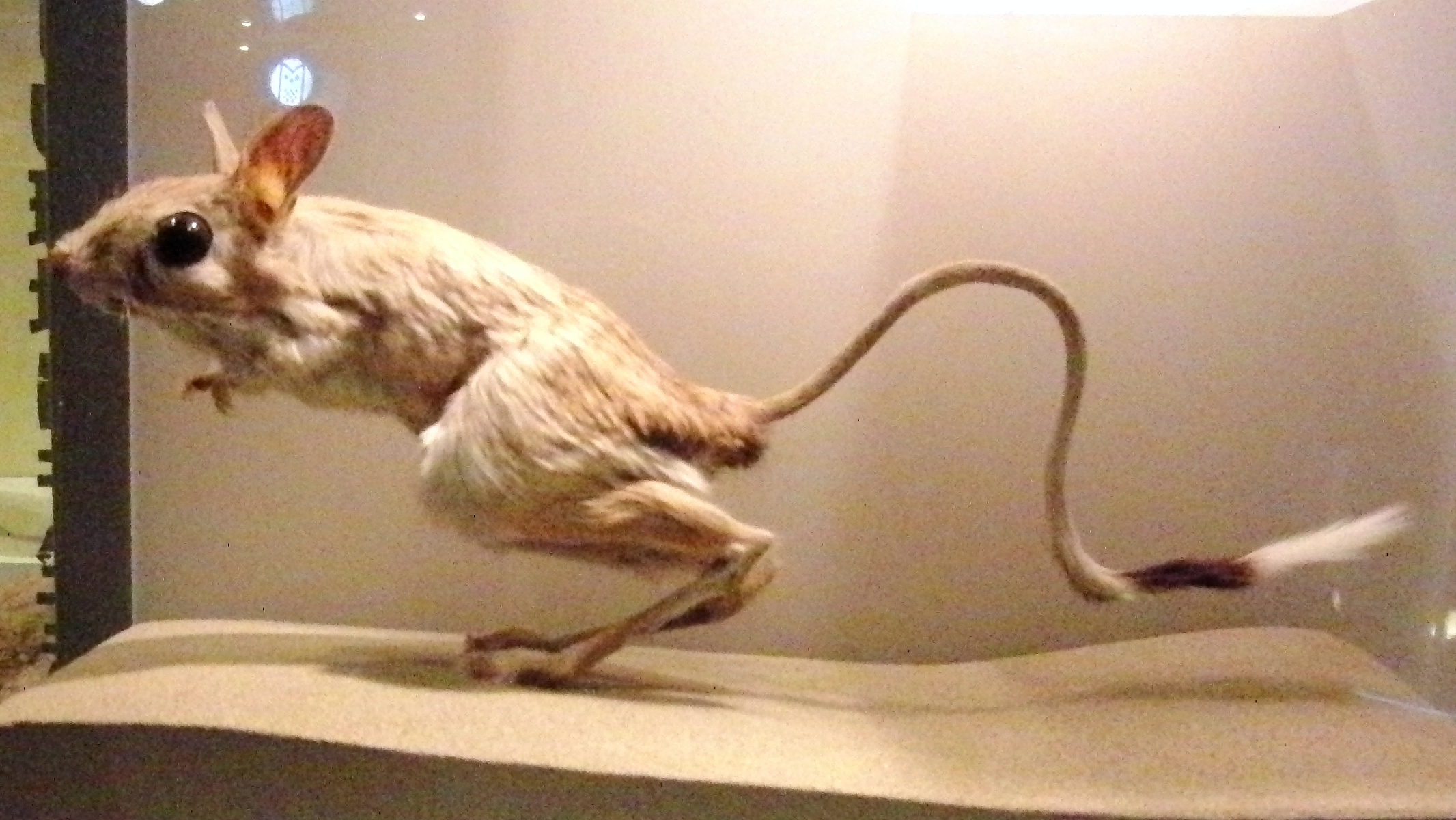
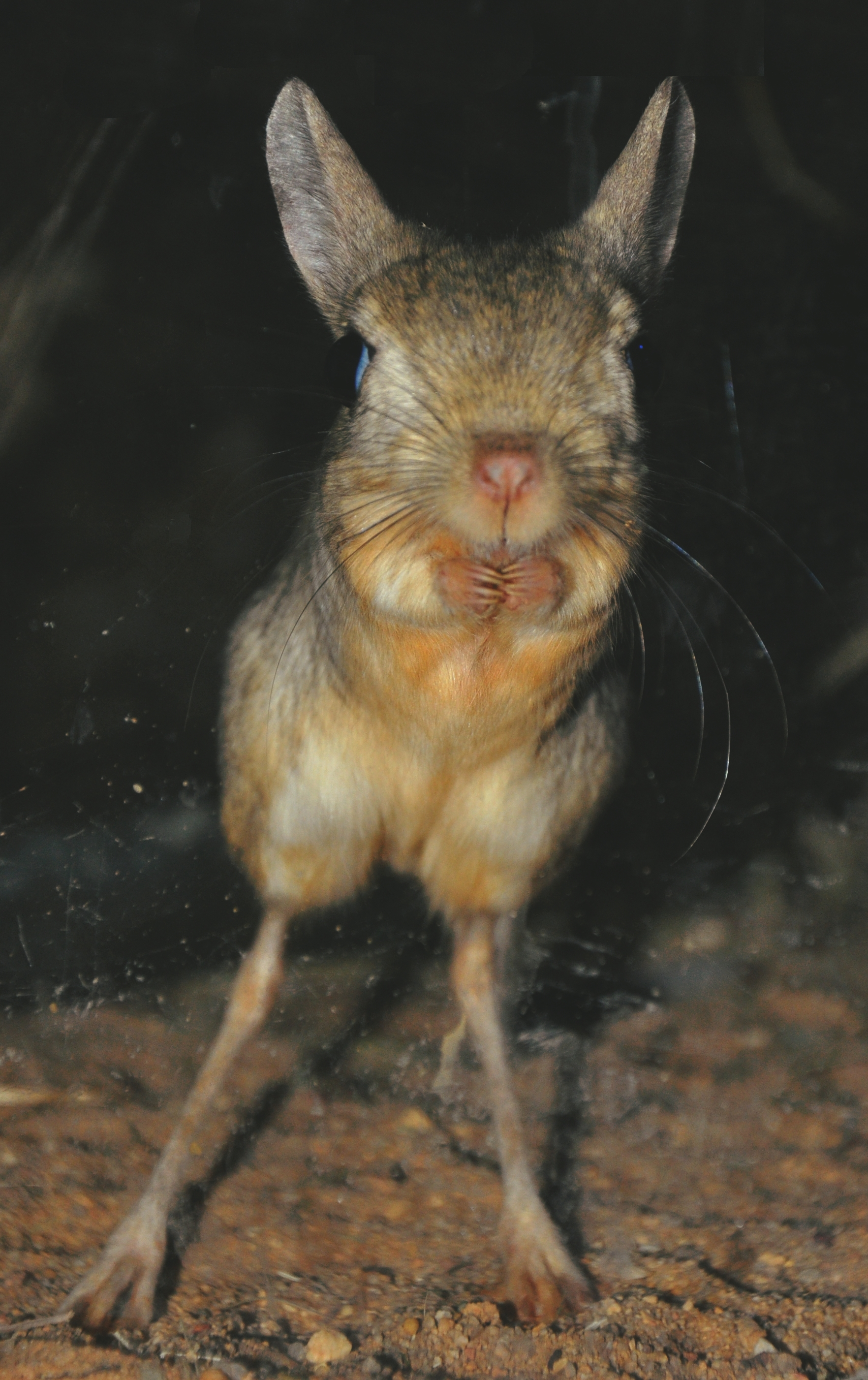